# Zimri
Zimri (en hebreo: זִמְרִי‎, romanizado: Zimiri, lit. 'canción' o 'alabanza') fue el quinto rey de Israel. Su historia está recogida en el Primer libro de los Reyes.
Gobernó el Reino de Israel siete días durante el año 885 a. C. en Tirsa. Tras haber usurpado el trono, matando a su antecesor y a su familia se hizo rey de Israel en Tirsa. No obstante las noticias llegaron al resto del ejército, que se encontraba luchando contra los filisteos en Gibetón. El pueblo indignado por el regicidio proclamó al general Omrí como rey de Israel y este partió a sitiar Tirsa. Zimri desesperado decidió acabar con su vida, prendiendo fuego al palacio consigo mismo dentro.
Se explica religiosamente su muerte como consecuencia de su pecado de magnicidio. 
Tras haberse suicidado, le sucedió en el trono el rey Omrí.